# دیوید یلدل
دیوید یلدل (انگلیسی: David Yelldell؛ زادهٔ ۱ اکتبر ۱۹۸۱) بازیکن فوتبال اهل ایالات متحده آمریکا است.
از باشگاه‌هایی که در آن بازی کرده‌است می‌توان به باشگاه فوتبال بلکبرن روورز، باشگاه فوتبال بایر ۰۴ لورکوزن، باشگاه فوتبال برایتون اند هوو آلبیون، و باشگاه فوتبال دویسبورگ اشاره کرد.
وی همچنین در تیم ملی فوتبال ایالات متحده آمریکا بازی کرده‌است.